# درآمد شخصی
درآمدی که عاید یک فرد یا خانوار شود. این درآمد ممکن است از فروش نیروی کار و مالکیت بر دارائی سرچشمه گرفته یا به‌صورت درآمدهای انتقالی به‌دست آمده باشد.